# Nils Jönsson (Oxenstierna)
Nils Jönsson (Oxenstierna), född i början av 1390-talet (senast 1394), död omkring 1450–51, var en svensk adelsman och riksföreståndare 1448. Han var far till riksrådet Erik Nilsson (Oxenstierna).

## Biografi
Nils Jönsson var riksråd senast från 1432, hövitsman på Borgholms slott 1436, hövitsman på Stäkeholm åtminstone från 1438, hövitsman på Nyköpingshus åtminstone från 1442 och till 1448 eller 1449 och riddare 1441.
Nils Jönsson tillhörde den adelskrets som 1432–1434 stödde den kyrkliga oppositionen mot Erik av Pommern, deltog 1434 i upproret mot denne - han var en av de ledande stormän, som 1434 uppsade konung Erik av Pommern tro och lydnad (danska riksrådet 1439 sade upp sin trohet och lydnad till honom först 1439) - därefter underskrev i oktober 1435 i Stockholm förlikningsfördraget mellan kung Erik och svenska riksrådet och tillhörde fram till 1441 den regerande rådskonfederationen. Han tillhörde sedan drotsen Krister Nilssons (Vasa) parti, som uppträdde fientligt mot den 1436 till rikshövitsman valde Karl Knutsson (Bonde). Under Kristoffer av Bayern var han efter 1445 medlem av riksföreståndarkollegiet som regerade i kungens frånvaro. Tillsammans med sin bror Bengt Jönsson (Oxenstierna) valdes han efter Kristoffers död i januari 1448 till riksföreståndare, och arbetade för att hans son Erik skulle väljas till kung. Efter Karl Knutssons kungaval i december 1448 tillhörde han oppositionen och berövades samma år Nyköpingshus och fråntogs även Örebro slott efter mötet i Halmstad i maj 1450. Till sin död stödde han rådskonstitutionalismen gentemot Karl Knutssons kungliga maktanspråk.
År 1418 förvärvade han en holme, som idag kallas Gamla Djursholm och som motsvarande den södra udden i Germaniaviken. Där uppförde han ett större hus, en sätesgård, som genom sitt läge hade en naturlig vallgrav och kontroll över en del av sjöfarten in till Stockholm och andra delar av inlandet. Utifrån detta köpte han upp mark på fastlandet och grundande godset Djursholm.
Nils Jönsson var gift med Kristina Ivarsdotter, dotter till Ivar Nielsson, död 1417, och Margareta Tordsdotter Bonde, död 1401 i en ålder av omkring 24 år. Kristina var syster till Ingeborg Ivarsdotter, som var Axel Pedersen Thotts andra hustru. Han blev begraven i Uppsala domkyrkas högkor, där hans, hans tredje fru Katarina Karlsdotte (Sture) och brodern Bengts liksten med latinska påskrifter och vapen ses avritade hos Peringsköld i Monumenta Ullerakerensia (det var före branden 1702).

### Familj
Nils Jönsson gifte sig första gången med Kristina Ivarsdotter (Ivar Nilssons ätt), dotter till riddaren och riksrådet, lagmannen Ivar Nilsson (Ivar Nilssons ätt) i Östergötlands lagsaga och Margareta Tordsdotter (Bonde).
Han gifte sig andra gången med Kristina Petersdotter (Peter Finvidssons ätt), dotter till riksrådet och väpnaren Peter Finvidsson (Peter Finvidssons ätt) och Kristina Stensdotter (Bielke af Åkerö). Kristina Petersdotter var änka efter riksrådet och lagmannen Magnus Eriksson (Örnfot).
Nils Jönsson gifte sig tredje gången efter 20 maj 1429 med Katarina Karlsdotter (Sture, gumsehuvudsätten), dotter till väpnaren Karl Magnusson (Sture, gumsehuvudsätten) och Märta Eriksdotter. De fick tillsammans barnen riddaren Set Nilsson (Oxenstierna) (död 1452), riddaren Bengt Nilsson (Oxenstierna) (död 1452), riddaren Sem Nilsson (levde 1454), riddaren och riksrådet Erik Nilsson (Oxenstierna) (död efter 1470), Kristina Nilsdotter, Iliana Nilsdotter som var gift med riksrådet och hövitsmannen Erik Karlsson (Vasa), Kerstin Nilsdotter som var gift med riddaren och riksrådet Nils Fadersson (Sparre av Hjulsta och Ängsö), Rakel Nilsdotter (död före 1454), Birgitta Nilsdotter som var gift med riddaren, riksrådet och ståthållaren Nils Kristiernsson (Vasa), Finvid Nilsson och Karl Nilsson.